# Cassidias australiensis
Cassidias australiensis är en kräftdjursart som beskrevs av Bruce 2003B. Cassidias australiensis ingår i släktet Cassidias och familjen klotkräftor. Inga underarter finns listade i Catalogue of Life.